# Caravita (Cercola)
Caravita è una frazione dei comuni italiani di Cercola, e in parte di Volla e Pollena Trocchia (località Musci) nella città metropolitana di Napoli, in Campania.

## Geografia fisica
Caravita si trova in una posizione baricentrica tra i comuni di Cercola (dal quale dista circa 
5 km), Volla e Napoli (quartiere Ponticelli), il territorio di Caravita è molto urbanizzato ed è prevalentemente pianeggiante. I confini di Caravita coincidono con quelli della parrocchia di Santa Maria delle Grazie e San Gennaro.

## Origini del nome
Il toponimo trae origine dal nobile Tommaso Saverio Caravita, che nel XVII secolo possedeva il centro abitato.

## Monumenti e luoghi d'interesse

### Architetture religiose
- Chiesa di Santa Maria delle Grazie e San Gennaro (1970): esempio di architettura contemporanea in calcestruzzo armato, è dotata di un campanile in acciaio e di un campo di gioco.[3]

### Architetture civili
- Forni storici dell'antica Masseria di Caravita: antichi forni per la produzione del pane, due dei quali restaurati nel corso degli anni 2010 e resi operanti e visitabili.[2]
- Palazzo Caravita (XVII secolo)[2]

## Infrastrutture e trasporti

### Strade
La frazione di Caravita è servita dal ponte della Strada statale 162, noto anche come "Ponte Caravita".

## Cultura

### Istruzione
Nel centro di Caravita vi si trova una scuola elementare.